# Mwakashanhala
Mwakashanhala ist ein Verwaltungsbezirk (englisch Ward) des Distrikts Nzega (DC) in der tansanischen Region Tabora.

## Geografie
Mwakashanhala ist ein ländlicher Bezirk im westlichen Teil des zentralen Hochlands von Tansania, etwa 50 Kilometer Luftlinie südwestlich der Distrikthauptstadt Nzega und 45 Kilometer nordöstlich der Regionshauptstadt Tabora. Bei der Volkszählung 2022 lebten 11.427 Menschen in 1536 Haushalten auf einer Fläche von 166 Quadratkilometern.

Der Bezirk grenzt an fünf Bezirke des Distrikts Nzega (DC):
| Ugembe        | Mbagwa                                      | Nkiniziwa |
|               | Kompassrose, die auf Nachbargemeinden zeigt |           |
| Milambo Itobo |                                             | Puge      |

## Gliederung
Der Bezirk besteht aus zwei Gemeinden (swahili Mtaa) mit 18 Orten (Kitongoji):
| Mwakashanhala - Mwakashanhala - Iponyanundo - Mwajilungu - Mwambiti - Uchosa - Isagenhe - Uyogu - Miguwa - Kiloleli - Ishorobo | Kigandu - Kigandu Centre - Kalumwa - Mihama - Mishishi - Mwanhugijo - Chibiso - Bulolwangulu - Kalangale |

## Infrastruktur
- Bildung: Die Mwakashanhala Secondary School ist eine staatliche weiterführende Schule. Sie bildet Tagesschüler bis zur 4. Stufe aus.[8]
- Gesundheit: In der Gemeinde Kigandu liegt eine öffentliche Apotheke.[9]